# بوژنا اسرنکووا
بوژنا اسرنکووا (انگلیسی: Božena Srncová؛ ۱۱ ژوئن ۱۹۲۵ – ۳۰ نوامبر ۱۹۹۷) ژیمناست هنری اهل چکسلواکی بود.